# Filip Pajović
Filip Pajović (szerbül: Филип Пajoвић) (Nagybecskerek, 1993. július 30. –) szerb labdarúgó, az FK Novi Pazar kapusa.

## Pályafutása
Filip Pajović 6 évesen kezdett el focizni. Filip Pajović példaképe Gianluigi Buffon.
2011-ben igazolt a Vojvodina csapatából a Videotonhoz.
2012 augusztus és 2013 január között kölcsönben szerepelt a Puskás Akadémia
csapatában. 2017 és 2023 között az Újpest FC játékosa volt.

## Sikerei, díjai
Videoton FC
- Ligakupa: 2012
- NB I: 2014–15

 Újpest FC
- Magyar kupagyőztes (2): 2017–18, 2020–21